# Резолуција Савјета безбједности УН 942
Резолуција Савјета безбједности Организације уједињених нација 942 је усвојена 23. септембра 1994. након потврђивања свих резолуција о ситуацији у Босни и Херцеговини, Савјет безбједности је појачао мјере које се односе на сигурна подручја под контролом Војске Републике Српске.
Намјера Савјета безбједности била је да се сукоб на простору бивше социјалистичке Југославије ријеши преговорима и уз очување територијалног интегритета земаља у регији. Руководство Републике Српске је одбило да прихвати предложено територијално рјешење и то је осуђено. Установљено је да су све мјере усвојене у овој и претходним резолуцијама наметнуте како би допринијеле преговарачком рјешењу.
Поступајући према Поглављу VII Повеље Организације уједињених нација, Савјет безбједности је изразио сагласност за територијално рјешење (S/1994/1081) и да га је само српска страна одбила, што је осуђено. Од свих страна се тражило да поштују прекид ватре договоре 8. јула 1994. и прекину непријатељства.
Појачане су сигурносне мјере на сигурним подручјима под контролом Војске Републике Српске. Одлучено је да се све државе уздрже од политичких разговора са руководством Републике Српске, док не прихвати приједлоге. Поред тога, свим државама је наложено:
- забранити привредне дјелатности у власништву или под контролом Републике Српске на њиховој територији, искључујући пружање хуманитарне помоћи и намирница о којима је обавијештен Одбор основан Резолуцијом 724 (1992);
- замрзнути средства Војске Републике Српске;
- спријечити пружање услуга изузев телекомуникацијских, поштанских, правних или услуга које је овластила Влада Републике Босне и Херцеговине;
- наметнути забрану путовања званичницима Републике Српске и онима који дјелују у име таквих власти;
- забранити улазак ријечног саобраћаја у луке под контролом Републике Српске, осим ако то није одобрено у зависности од случаја;
- спријечити преусмјеравање добити са Републике Српске на друга подручја, укључујући заштићена подручја УН у Хрватској.

Одбредбе се не би односиле на Заштитне снаге УН, Арбитражну комисију Мировне конференције о Југославији или Посматрачку мисију Европске заједнице, а преиспитивала би се свака четири мјесеца и у случају да руководство Републике Српске прихвати приједлог. На крају, генерални секретар УН Бутрос Бутрос-Гали је добио инструкције да пружи помоћ одбору.
Резолуција 942 је усвојена са 14 гласова за приједлог, ниједним против, уз један уздржан глас од представника Кине.